# William Henry Huddle
William Henry Huddle, né le 12 février 1847 à Wytheville en Virginie et mort le 23 mars 1892 à Austin au Texas, est un peintre américain, célèbre pour son portrait de Davy Crockett.

## Parcours
Pendant la Guerre de Sécession, il sert sous les ordres des généraux Joseph Wheeler et Nathan Bedford Forrest dans la cavalerie confédérée. Après la guerre, il déménage avec sa famille à Paris (Texas) et travaille dans l'atelier de l'armurier de son père. Il revient ensuite en Virginie pour étudier la peinture avec son cousin, Flavius Fisher, qui est devenu un portraitiste bien connu à Washington. En 1874, Huddle déménage à New York pour étudier à l'Académie américaine de design. En 1876, il retourne au Texas et réside à Austin où il vit jusqu'à sa mort (sauf pour un an en Europe).

## Œuvres

### Musées détenant ses œuvres
- Musée d'art de Dallas

### Galerie

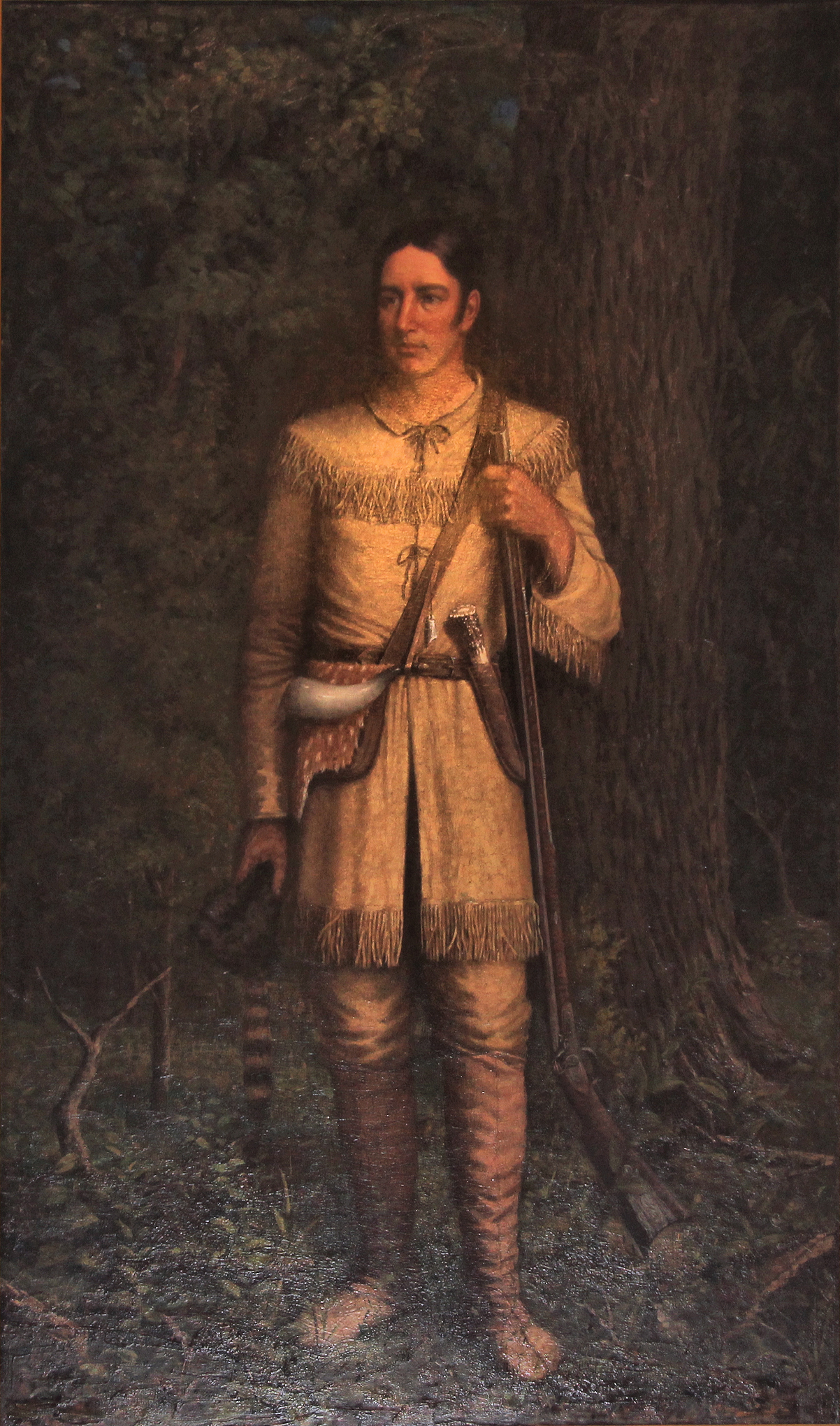
Davy Crockett (1889)
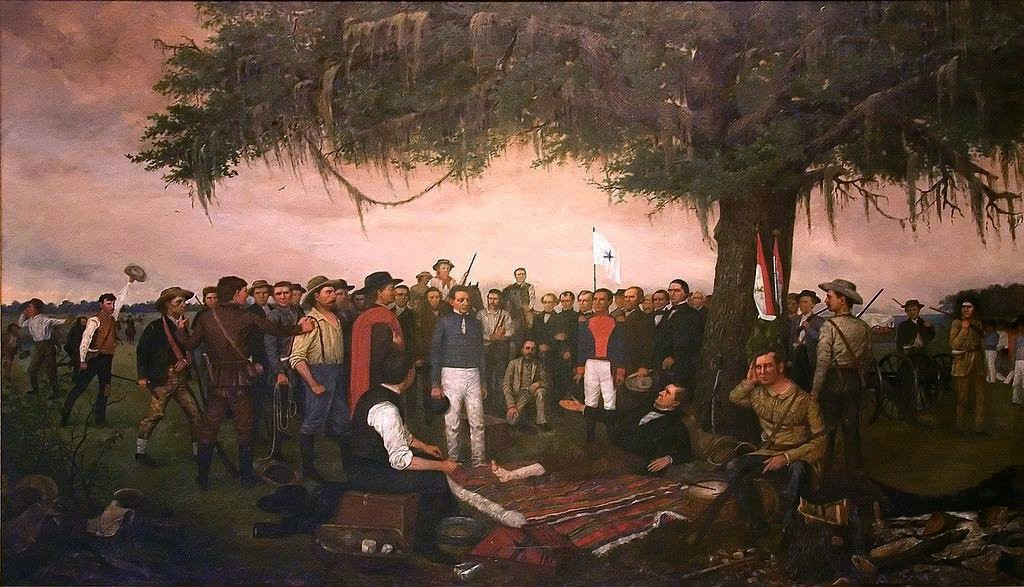
La Reddition de Santa Anna (1886)
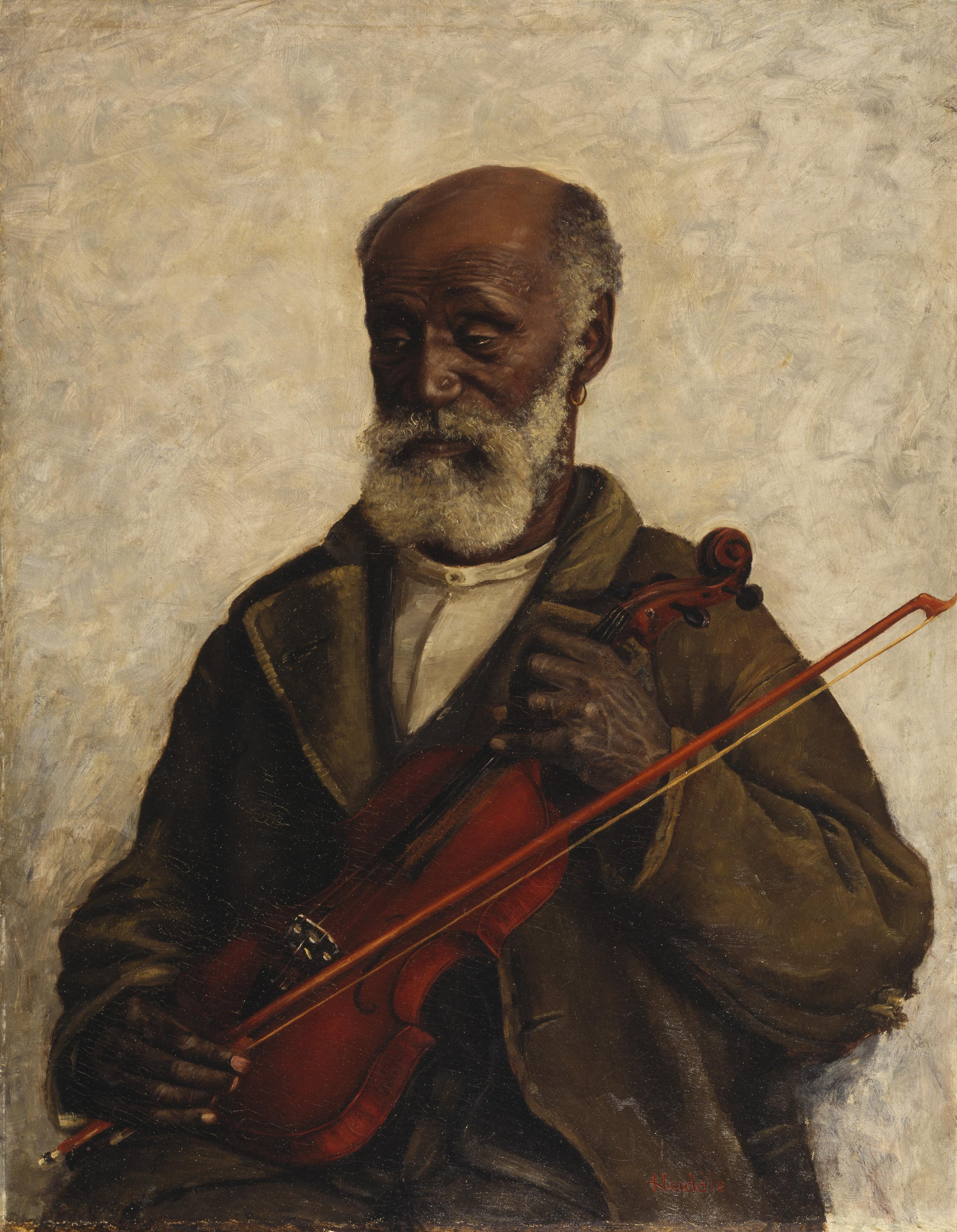
Vieil esclave (v. 1889)